# Alfonso Senra Bernárdez
Alfonso Senra Bernárdez (Tuy, 1877 - Madrid, 10 de diciembre de 1951) fue un abogado, periodista y político español.

## Trayectoria
Hijo de Ricardo Senra Fernández. Estudió Derecho y se trasladó a Madrid. Colaboró en los diarios El Imparcial, Diario Universal, La Época y La Nación. Fue diputado en la Diputación Provincial de Madrid en representación del distrito de Hospital-Congreso, proclamado en la sesión celebrada el 3 de mayo de 1915.Subsecretario del Ministerio de Fomento de España, fue también director general de Minas, Metalurgia e Industrias Navales, cesando el 21 de septiembre de 1923.
En las elecciones de 1916 fue proclamado diputado por el distrito de Órdenes. En las elecciones de 1918 fue elegido nuevamente por el mismo distrito y reelegido en las sucesivas elecciones hasta 1923.
Abogado de la Unión Patriótica, durante la Dictadura de Primo de Rivera fue miembro de la Asamblea Nacional Consultiva en dos legislaturas: 1927-1928 y 1928-1929. Fue vicepresidente primero del Ateneo de Madrid de 1926 a 1930,designado por Real Orden de 25 de junio de 1926 en la reunión presidida por José Soto Reguera.
Durante el franquismo fue miembro del Tribunal de Responsabilidades Políticas y asesor de la Delegación Nacional de Justicia y del Derecho.

## Obra
- Laicidad y neutralidad en los hospitales, 1913.
- Del 10 de agosto a la Sala Sexta del Tribunal Supremo, 1933.

## Reconocimientos
- Hijo predilecto de Órdenes desde el 15 de agosto de 1923.
- La calle Real de Órdenes pasó a llamarse Avenida Alfonso Senra.[4]